# Jüdische Gemeinde Wattenheim
Die Anfänge der Jüdische Gemeinde Wattenheim in Wattenheim gehen auf den Beginn des 19. Jahrhunderts zurück. Die letzten jüdischen Einwohner verließen Wattenheim 1927. 1930 löste sich die Kultusgemeinde offiziell auf. Die Gemeinde gehörte zum Bezirksrabbinat Frankenthal.

## Geschichte
Die Anfänge der jüdischen Gemeinde gehen auf den Anfang des 19. Jahrhunderts zurück. Während bei einer Zählung der Einwohner Wattenheims 1801 noch keine jüdischen Einwohner genannt werden, sind es 1808 bereits 30 jüdische Einwohner. Die Zahl der Mitglieder der jüdischen Gemeinde nahm bis Mitte des 19. Jahrhunderts weiter zu und erreichte 1875 ihren höchsten Stand. Ab dann kam es wie in fast allen jüdischen Gemeinden in Rheinland-Pfalz zu Abwanderungen in die größeren Städte. 1881 war die Zahl der Mitglieder der jüdischen Gemeinde so weit zurückgegangen, dass sich die Gemeinde der jüdischen Gemeinde in Hettenleidelheim anschloss. 1896 schlossen sich auch die jüdischen Gemeinden von Neuleiningen und Hertlingshausen an. Sitz dieser jüdischen Verbandsgemeinde war Wattenheim. In den folgenden Jahren kam es immer wieder zur Angliederung weiterer Gemeinden. 1925 lebte in Wattenheim nur noch eine jüdische Familie. Der Sitz der jüdischen Gemeinde, die nun die jüdischen Einwohner von Hettenleidelheim, Hertlingshausen, Altleiningen, Neuleiningen und Kerzenheim umfasste, war in Eisenberg. 1927 zog die letzte noch in Wattenheim wohnende Familie nach Lampertheim. 1930 wurde die jüdische Gemeinde offiziell aufgelöst.

## Entwicklung der jüdischen Einwohnerzahl
| Jahr | Juden | Jüdische Familien | Bemerkung |
| ---- | ----- | ----------------- | --- |
| 1808 | 30    |                   | |
| 1848 | 70    | 12                | |
| 1875 | 28    |                   | |
| 1900 | 17    |                   | |
| 1920 |       | 19                | je zwei Familien in Wattenheim und Hettenleidelheim, drei Familien in Hertlingshausen und 12 Familien in Eisenberg |

Quelle: alemannia-judaica.de; jüdische-gemeinden.de; „… und dies ist die Pforte des Himmels“

## Einrichtungen

### Synagoge
Die Synagoge in Wattenheim wurde im Jahr 1849 in der heutigen Straße An der Synagoge errichtet. 1930 ging das Gebäude im Zuge einer Schenkung der Kultusgemeinde in den Besitz der katholischen Kirchengemeinde über. Trotzdem wurde das Gebäude bei den Novemberpogromen 1938 verwüstet. 1938 verkaufte die Kirchengemeinde das Gebäude an ein Ehepaar. Da dessen Umbaupläne nicht genehmigt wurden, erfolgte 1939 der Abriss. Auf dem Grundstück wurde ein Garten angelegt.

### Mikwe
Ob die Gemeinde über eine Mikwe verfügte, ist nicht zu 100 Prozent belegt, aber zu vermuten.

### Friedhof
Die Toten wurden zuerst auf dem alten jüdischen Friedhof in Hettenleidelheim und ab 1864 auf dem neuen jüdischen Friedhof in Hettenleidelheim beigesetzt.

### Schule
Von 1849 bis zum Jahr 1892 befand sich die Schule im Gebäude der alten Synagoge. 1892 wurde das Gebäude für 1800 Mark verkauft und 1893 abgerissen.

## Opfer des Holocaust
Das Gedenkbuch – Opfer der Verfolgung der Juden unter der nationalsozialistischen Gewaltherrschaft 1933–1945 und die Zentrale Datenbank der Namen der Holocaustopfer von Yad Vashem führen 10 Mitglieder der jüdischen Gemeinschaft Wattenheim (die dort geboren wurden oder zeitweise lebten) auf, die während der Zeit des Nationalsozialismus ermordet wurden.
| Name      | Vorname                     | Todeszeitpunkt     | Alter     | Ort des Todes                 | Bemerkung | Quellen |
| --------- | --------------------------- | ------------------ | --------- | ----------------------------- | --- | --- |
| Durlacher | Johanna Gertrud Jeanne      | unbekannt          | unbekannt | Konzentrationslager Auschwitz | Deportation am 22. Oktober 1940 ab Baden nach Internierungslager Gurs. 1941 Deportation nach Internierungslager Rivesaltes und 1942 nach Sammellager Drancy. Am 31. August 1942 Deportation nach Konzentrationslager Auschwitz | Yad Vashem (Datenbank, Datensatz Nr. 11490289) / Gedenkbuch für die Opfer der NS-Judenverfolgung in Deutschland                  |
| Koester   | Adam Nathan                 | 20. September 1942 | 88 Jahre  | Ghetto Theresienstadt         | Deportation am 22. August 1942 ab Stuttgart nach Ghetto Theresienstadt | Yad Vashem (Datenbank, Datensatz Nr. 11564904 und Nr. 11167406) / Gedenkbuch für die Opfer der NS-Judenverfolgung in Deutschland |
| Koester   | Josef                       | unbekannt          | unbekannt | Vernichtungslager Treblinka   | Deportation am ab München 18. Juni 1942 nach Ghetto Theresienstadt. Deportation am 19. September 1942 nach Vernichtungslager Treblinka                                                                                         | Yad Vashem (Datenbank, Datensatz Nr. 11564906) / Gedenkbuch für die Opfer der NS-Judenverfolgung in Deutschland                  |
| Mann      | Walter Walther Jacob Ludwig | 21. Februar 1944   | 47 Jahre  | Konzentrationslager Auschwitz | Im November inhaftiert im Gefängnis Leipzig. Deportation im Mai 1940 nach Internierungslager Saint-Cyprien. Am 21. November 1943 Deportation von Sammellager Drancy nach Konzentrationslager Auschwitz.                        | Yad Vashem (Datenbank, Datensatz Nr. 11587701) / Gedenkbuch für die Opfer der NS-Judenverfolgung in Deutschland                  |
| Mann      | Lilly Lili                  | 24. September 1942 | 45 Jahre  | Konzentrationslager Auschwitz | Internierungslager Gurs. Am 14. August 1942 Deportation von Sammellager Drancy nach Konzentrationslager Auschwitz. | Yad Vashem (Datenbank, Datensatz Nr. 11587661) / Gedenkbuch für die Opfer der NS-Judenverfolgung in Deutschland                  |
| Mann      | Richard Hermann             | 15. Februar 1943   | 45 Jahre  | Konzentrationslager Auschwitz | Inhaftiert im Gerichtsgefängnis Gelsenkirchen. Deportation nach Konzentrationslager Auschwitz (Datum unbekannt) | Yad Vashem (Datenbank, Datensatz Nr. 11587685) / Gedenkbuch für die Opfer der NS-Judenverfolgung in Deutschland                  |
| Mann      | Siegbert                    | 15. März 1944      | 40 Jahre  | Konzentrationslager Auschwitz | Deportation 1942 nach Konzentrationslager Auschwitz. | Yad Vashem (Datenbank, Datensatz Nr. 11587694) / Gedenkbuch für die Opfer der NS-Judenverfolgung in Deutschland                  |
| Sommer    | Berta                       | unbekannt          | unbekannt | Vernichtungslager Treblinka   | Deportation ab Münster – Bielefeld am 31. Juli 1942 nach Ghetto Theresienstadt. Deportation am 23. September 1942 nach Vernichtungslager Treblinka.                                                                            | Yad Vashem (Datenbank, Datensatz Nr. 11636103) / Gedenkbuch für die Opfer der NS-Judenverfolgung in Deutschland                  |
| Mann      | Emilie                      | 24. September 1942 | 47 Jahre  | Konzentrationslager Auschwitz | Deportation am 22. Oktober 1940 ab Baden nach Internierungslager Gurs. Deportation nach Konzentrationslager Auschwitz (Datum unbekannt)                                                                                        | Yad Vashem (Datenbank, Datensatz Nr. 11587625) / Gedenkbuch für die Opfer der NS-Judenverfolgung in Deutschland                  |
| Weiß      | Babette Berta               | 8. März 1941       | 87 Jahre  | Internierungslager Gurs       | Deportation am 22. Oktober 1940 ab Baden nach Internierungslager Gurs | Yad Vashem (Datenbank, Datensatz Nr. 11653074) / Gedenkbuch für die Opfer der NS-Judenverfolgung in Deutschland                  |